# Coryn Rivera
Coryn Rivera (26 de agosto de 1992) é uma ciclista profissional estadounidense, residente em Tustin, que destaca como sprinter sobretudo em circuitos tipo critérium. Estreiou como profissional em 2012, depois de ganhar dezenas de campeonatos de diferentes especialidades ciclistas em categorias inferiores, e desde 2014 está assentada no profissionalismo.

## Trajetória desportiva
Desde 2007 destacou no calendário estadounidense, tanto de pista como de estrada, -conquanto desde antes levava acumulando dezenas de campeonatos em outras especialidades ciclistas em categorias inferiores- e isso lhe deu acesso a participar nos Campeonatos Mundiais juvenis -tanto contrarrelógio como em estrada- chegando entre as 20 primeiras de ambas provas. Ao ano seguinte, em 2010, alinhou pela potente equipa amadora do seu país da Exergy TWENTY12 com o que pôde participar em algumas carreiras profissionais internacionais e inclusive subiu ao profissionalismo em 2012. Durante essa etapa foi 3.ª no Campeonato Mundial juvenil de 2010 e conseguiu a sua primeira vitória profissional ao fazer com uma etapa do Tour Féminin em Limousin de 2011 onde também foi 7.ª na classificação geral final.
Em 2013 passou a uma equipa amadora do Reino Unido onde foi 5.ª no Sparkassen Giro como o seu melhor resultado. Ao ano seguinte voltou ao profissionalismo com a equipa UnitedHealthcare do seu país no qual no seu primeiro ano estreiou no Giro d'Italia Feminino e no segundo começou a amealhar vitórias profissionais.

## Palmarés
2011 (como amador)
- 1 etapa do Tour Féminin en Limousin

2015
- 2.ª no Campeonato Panamericano em Estrada
- 2.ª no Campeonato dos Estados Unidos em Estrada
- 1 etapa do Tour de Thüringe Feminino
- 1 etapa do Joe Martin Stage Race Women

2016
- 1 etapa do Tour Feminino de San Luis
- Joe Martin Stage Race Women, mais 2 etapas
- 2.ª no Campeonato dos Estados Unidos em Estrada
- 1 etapa do Tour de Thüringe Feminino

2017
- Troféu Alfredo Binda-Comune di Cittiglio
- Volta à Flandres
- 1 etapa do Volta a Califórnia
- 2.ª no Campeonato dos Estados Unidos em Estrada
- RideLondon Classique

2018
- 2 etapas do Tour de Turingia feminino
- The Women's Tour, mais 1 etapa
- Campeonato dos Estados Unidos em Estrada

2019
- 2.ª no Campeonato dos Estados Unidos em Estrada

## Resultados em Grandes Voltas e Campeonatos do Mundo
Durante a sua carreira desportiva tem conseguido os seguintes postos nas Grandes Voltas femininas e nos Campeonatos do Mundo em estrada:
| Carreira           | 2012 | 2013 | 2014 | 2015 | 2016 | 2017 | 2018 | 2019 |
| ------------------ | ---- | ---- | ---- | ---- | ---- | ---- | ---- | ---- |
| Giro d'Italia      | -    | -    | 97ª  | -    | -    | 47ª  | -    | -    |
| Tour de l'Aude     | X    | X    | X    | X    | X    | X    | X    | X    |
| Grande Boucle      | X    | X    | X    | X    | X    | X    | X    | X    |
| Mundial em Estrada | -    | -    | -    | -    | 16ª  | 18ª  | 31ª  | -    |

-: não participa

Ab: abandono

X: edições não celebradas

## Equipas
- TWENTY12 (2010[8]-2012)
  - Peanut Butter & Co. TWENTY12 (2010-2011) (amador)
  - Exergy TWENTY12 (2012)
- UnitedHealthcare (2014-2016)
  - UnitedHealthcare Professional Cycling Team (2014-2015)
  - UnitedHealthcare Professional Women's Cycling Team (2016)
- Team Sunweb  (2017)